# ゆうめい
ゆうめいは、日本の劇団。メンバーは美術や俳優も務める脚本・演出家の池田 亮、俳優の小松大二郎、俳優の田中祐希、アニメーション作家としても活躍している宣伝美術担当の田中涼子、制作の黒澤たけるで構成される。

## 概要
- 2015年7月に結成。どこでも見かけそうな生々しい人々による「なさそうだけどあったこと」を描く。
- ゆうめいの由来は「夕と明」「幽明」人生の暗くなることから明るくなるまでのこと、「幽冥」死後どうなってしまうのかということから。

## 経歴
2015年7月に新宿眼科画廊にて上演された実体験をテーマにした作品「俺」（後述）が旗揚げ公演である。
2016年11月には初の客演を招いて別枠短編公演2本を同時上演。その後、2016年5月には第二回公演、同年7月には第三回公演、同年10月には第四回公演と精力的な活動を見せている。
これまでギャラリースペースを貸し切っての上演を主としていたが、2017年2月には「下北沢ウェーブ2017」に一般公募から選出され、世田谷区下北沢にある劇場、本多劇場の完全バックアップのもと初の劇場公演を上演。

## 公演作品

### 本公演作品
- 第一回公演「俺」
- 第二回公演「みんな」
- 第三回公演「俺」（再演）
- 第四回公演「フェス」[1]
- 第五回公演「〆」[2]
- 第六回公演「弟兄」（再演）

### 別枠・特別公演
- 別枠短編公演「カッドオン&くやしい」
- 第27回下北沢演劇祭 下北ウェーブ2017選出作品「弟兄」
- 本多劇場祭「田中の文化祭」「カッドォン」[要出典]

## 客演[要出典]
五十音順 括弧内は所属事務所、もしくは所属劇団。
- 石川琢康
- 大石健太郎（創像工房 in front of.）
- 岡戸祐子（演劇食堂おかわり）
- 大森信幸(イナカ都市)
- 古賀友樹（プリッシマ）
- 鈴木もも
- 中村亮太（天ぷら銀河）
- 中澤陽
- 宮岡有彩
- 森山智寛（俳優座）
- 矢野昌幸
- 山中志歩